# Sinogold

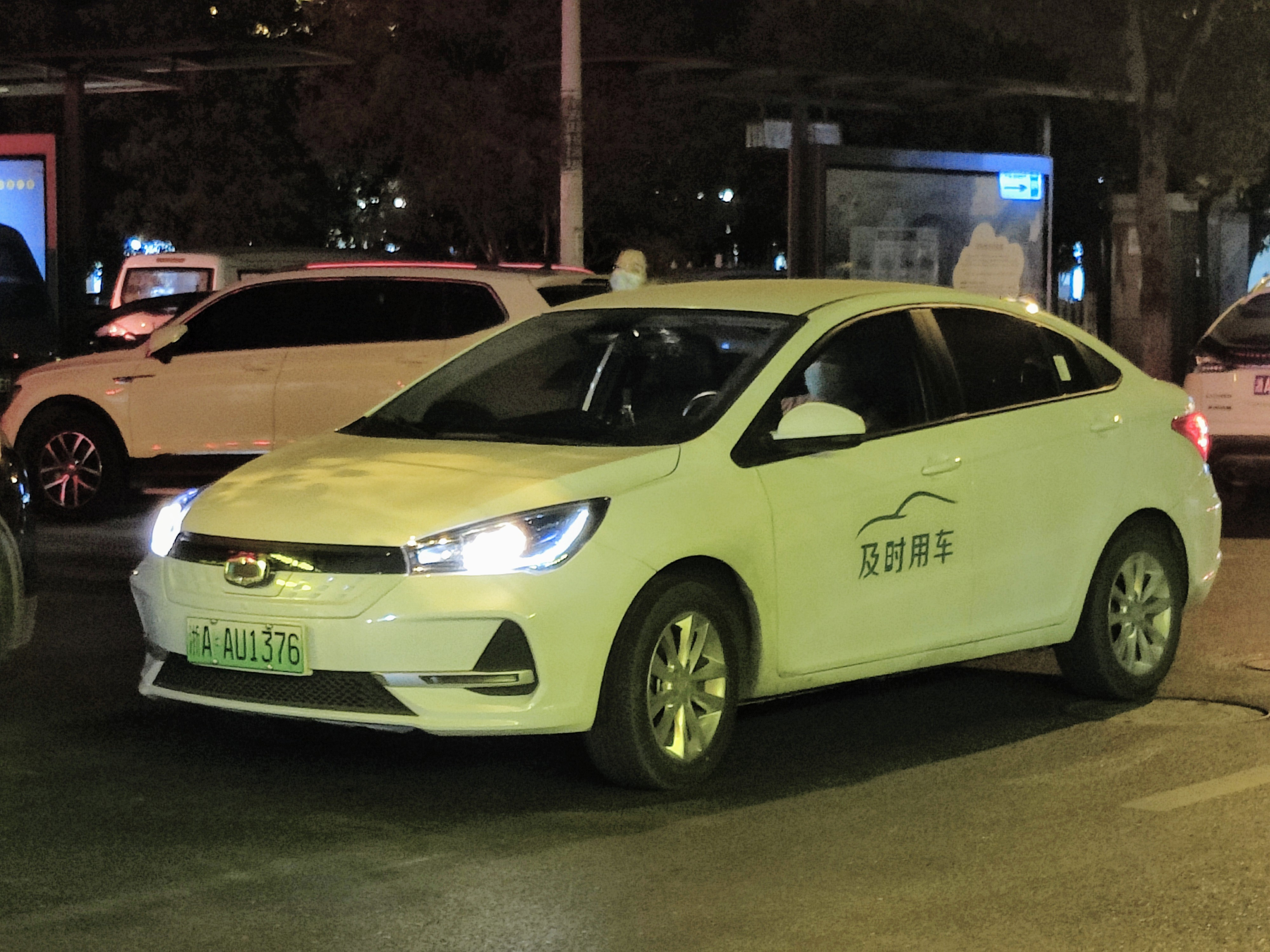
Sinogold Junxing

Sinogold est un constructeur automobile basé à Shandong, en Chine, spécialisé dans la production de véhicules électriques.

## Histoire
Shandong Sinogold Auto Manufacturing Co. a été fondée à l'initiative des autorités de l'État de la province de Shandong, dans le but de développer des véhicules électriques et d'être la première initiative de ce type dans cette région de Chine.
Le premier véhicule de production est le G60, ensuite rebaptisé Sinogold GM3, sorti en 2017 et c'est un monospace compact fortement inspiré du Citroën Grand C4 Picasso. Ses dimensions sont de 4,615 mm/1,845 mm/1,655 mm, et une vitesse de pointe de 60 kilomètres par heure. En mai 2017, Sinogold a utilisé une photo modifiée du Grand C4 Picasso à la place du GM3.
En juillet 2018, la direction de l'entreprise a été reprise par Liu Liang, auparavant PDG de Qoros. 

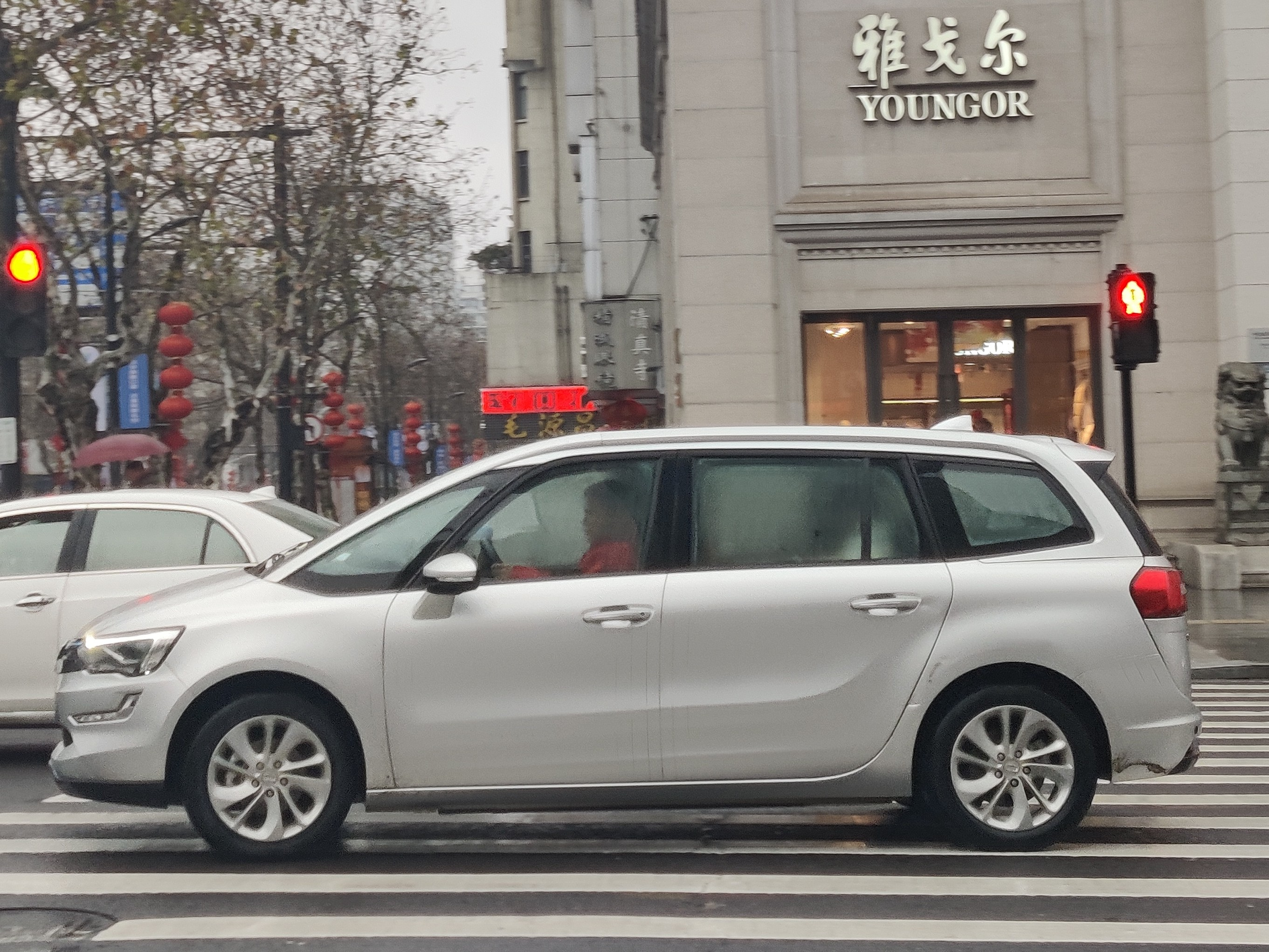
Sinogold GM3

En décembre 2021, des images d'une Chery Arrizo 5e rebadgée ont fait surface portant le logo de Sinogold. La voiture compacte électrique porte le nom de code SGA7000BEV3 et présente des calandres avant et des pare-chocs avant et arrière légèrement redessinés. La puissance est de 120 kW.